# Тршебушице
Тржебушиці (нім. Triebschitz) — неіснуюче село що знаходиться в окрузі Мост  Устецького краю . Вона знаходилась приблизно за п'ять кілометрів на північний захід від центру Моста за пагорбом Рессль на висоті 243 метри. Село було зруйноване через видобуток бурого вугілля та під час будівництва етиленпроводу для Литвиновського хімічного заводу в 1978–1980 роках.
Тржебушице знаходилося на однойменній кадастровій території площею 563 га, яка після загибелі села стала однією з кадастрових територій Коморжанської частини міста Мост . Збереглася й назва неіснуючого села в назви залізничної станції Тршебушице на залізничній лінії Усті-над-Лабем – Хомутов та залізничного переїзду на дорозі I/13 .

## Назва
Назва села походить від назви Тршебуха, що означає село народу Требуха. В історичних джерелах назва села зустрічається у формах in Trzeboczicz (1391), w Trzebusycziech (1507), Trzebusycze або Trypssicz (1585), Tribschitz (1787) або Triebschitz (1846). 

## Історія

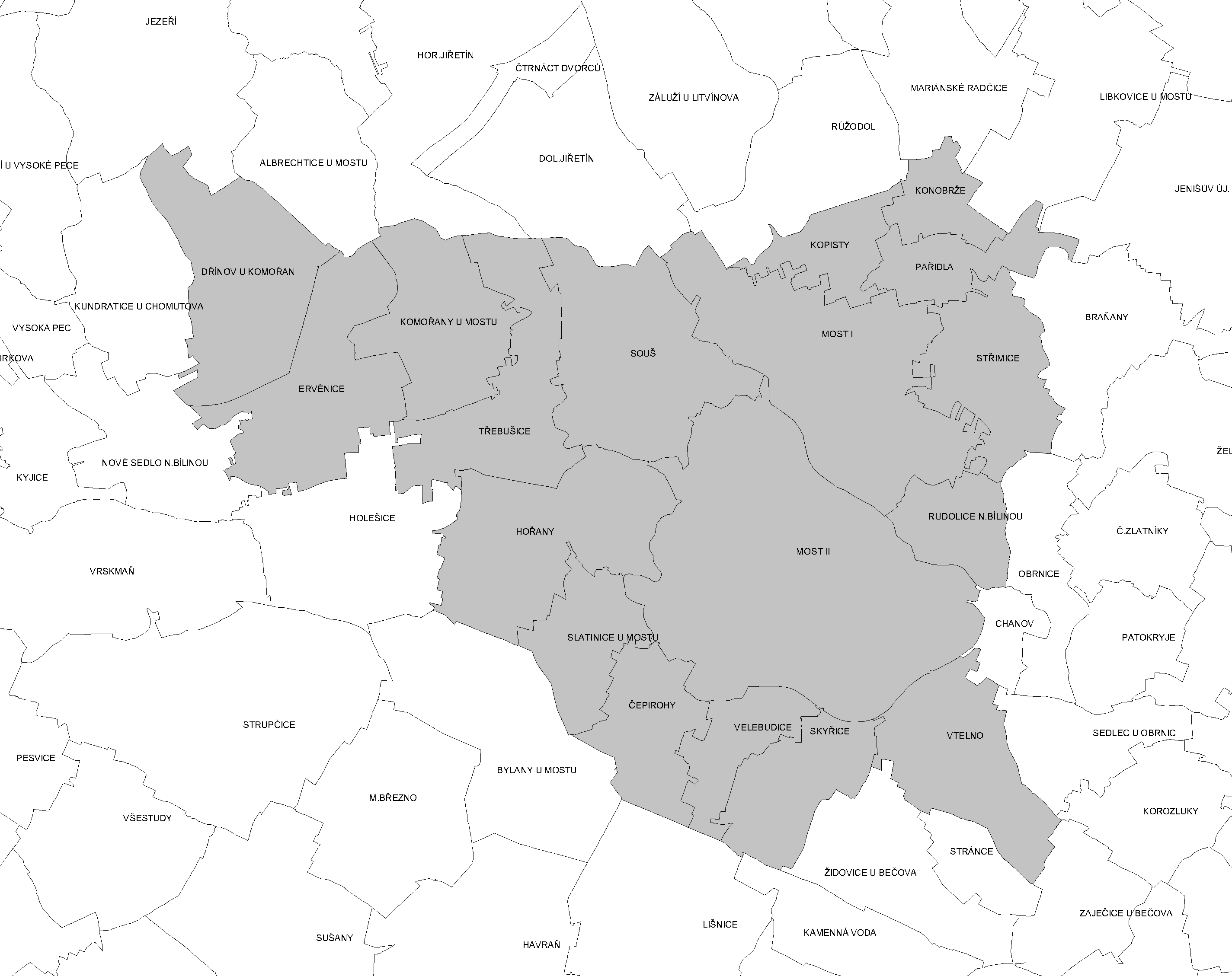
Кадастрова територія Мост

Перша письмова згадка була в 1319 році . Власники села в XIV столітті не відомі. У 1505 році Тршебушице разом із селом Соуш придбали місто Мост. Місто, відразу обидва села в у 1507 р. продало Яну з Вейтміле, який був володарем замку Мостек, і таким чином вони стали частиною замкового маєтку.В 1895 році Тржебушиці знову придбало місто Мост, коли воно купило його в імператора Рудольфа II. замок і з усіма аксесуарами.  Тржебушиці залишалися власністю міста до 1690 року, допоки його придбали Лобковичі . Вони приєднали село до свого маєтку Нове Седло – Єзері . Але вже в у 1713 році Тржебушиці знову стало власністю міста Мост і було включено до міського маєтку Копісти, де воно належало до загибелі феодалізму в 1848 році. Тржебушиці стали поселенням села Соуш і тільки в у 1895 р. здобули незалежність.
В 1767 р. вперше згадується в Тржебушицька каплиця Жертви Діви Марії, яка була в відновлена у 1822 році та розширена у 1882 році.
Населення Тржебушиць спочатку жило рибальством в   Коморанським озері, скотарством та сільським господарством. Податки від у 1654 р. вказувались на вирощування пшениці та жита, а також невелике господарство хмелю та виноградник .  У 1811 р. з'являється перше повідомлення про видобуток вугілля поблизу Тржебушиць. Однак великого розвитку видобуток вугілля набув лише в другій половині 19 століття. ст., коли на кадастрі села було відкрито саксонські копальні І (1879) і Саксонії II (1890).
Під час Другої світової війни навколо Тржебушиць були розміщені табори для військовополонених та іноземних робітників, які були направлені сюди на примусову роботу в шахтах і на будівництво хімічних заводів.
Тржебушиці були ліквідовані в 1978–1980 рр. під час розширення видобутку вугілля та у зв’язку з будівництвом етиленпроводу для нафтохімії на складі компанії Хімічні фабрики Літвінов.

## Населення
У переписі  1921 року в селі проживав 1624 жителі (з них 816 чоловіків), з них було 862 чехословаків, 737 німців, шість представників інших національностей і дев'ятнадцять іноземців. Найчастіше відносили себе до Римо-католицька церкви, 21 особа до євангельських церков, дві к чехословацької церкви і 694 з них не були релігійними.  За даними перепису населення с в 1930 році в селі було 1652 жителі: 916 чехословаків, 694 німці, два євреї та сорок іноземців. Римо-католики були найбільш представлені (895), за ними йшли люди без релігії (697), а інші церкви мали меншу кількість віруючих: 21 євангеліст, 29 Чехословацька церква, вісім інших невизначених церков і двоє людей стверджували, що церква Ізраїлю. 
|          | 1869 рік | 1880 рік | 1890 рік | 1900 рік | 1910 рік | 1921 рік | 1930 рік | 1950 рік | 1961 рік | 1970 рік | 1980 рік |
| -------- | -------- | -------- | -------- | -------- | -------- | -------- | -------- | -------- | -------- | -------- | -------- |
| Мешканці | 253      | 477      | 920      | 1,364    | 1625     | 1624     | 1652     | 1340     | 1,014    | 768      | 14       |
| Будинки  | 45       | 55       | 67       | 87       | 105      | 111      | 139      | 147      | 121      | 113      | .        |

### Зовнішні посилання
- Historie obce na stránkách Oblastního muzea v Mostě
- Třebušice na stránkách Zaniklé obce

Шаблон:Město Most